# Lontzen

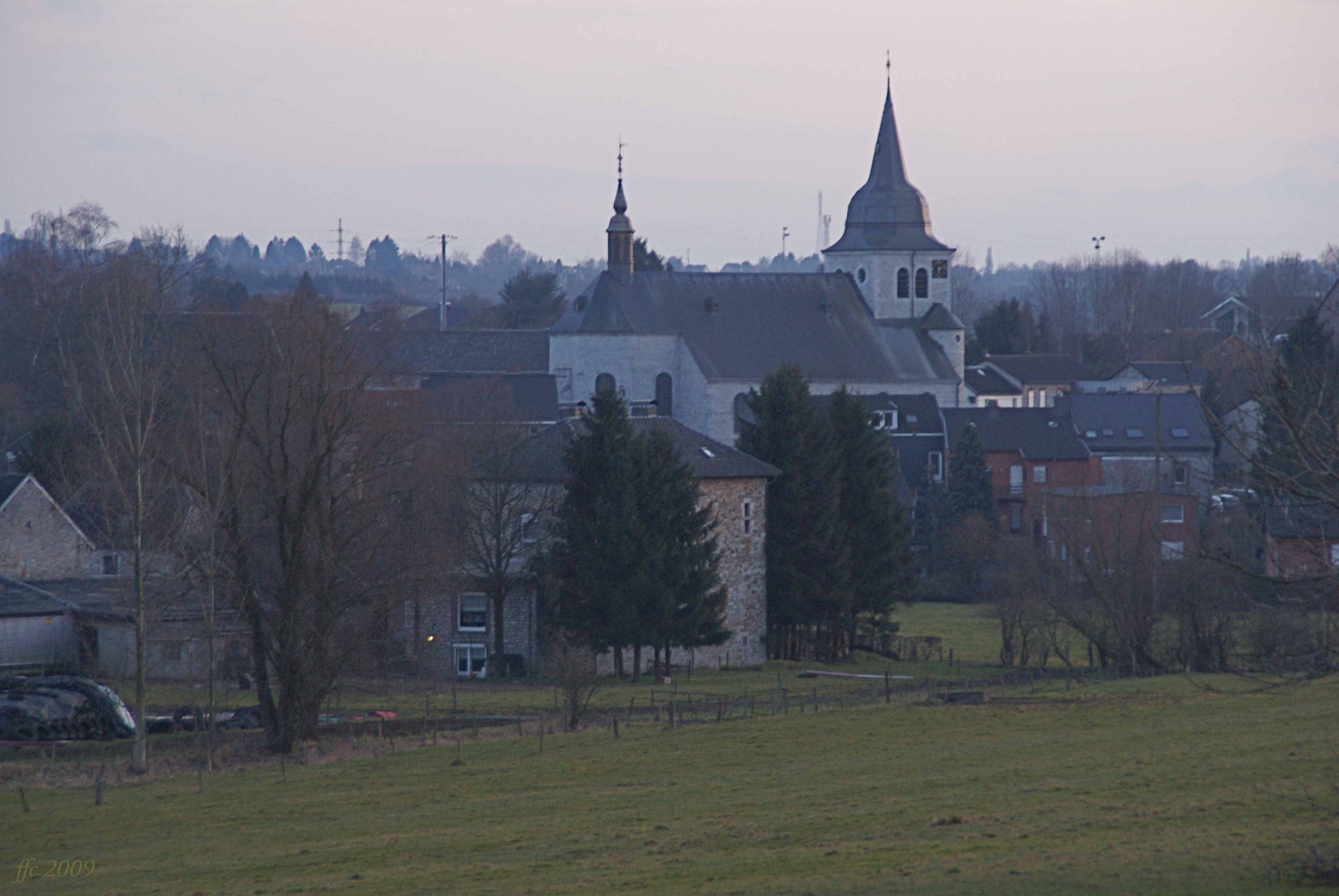
Panorama del poble

Lontzen és un municipi belga de la província de Lieja a la regió valona i a la Comunitat Germanòfona de Bèlgica. El març de 2010 tenia 5422 habitants, una augmentació de 222 habitants des de 2008.

## Història

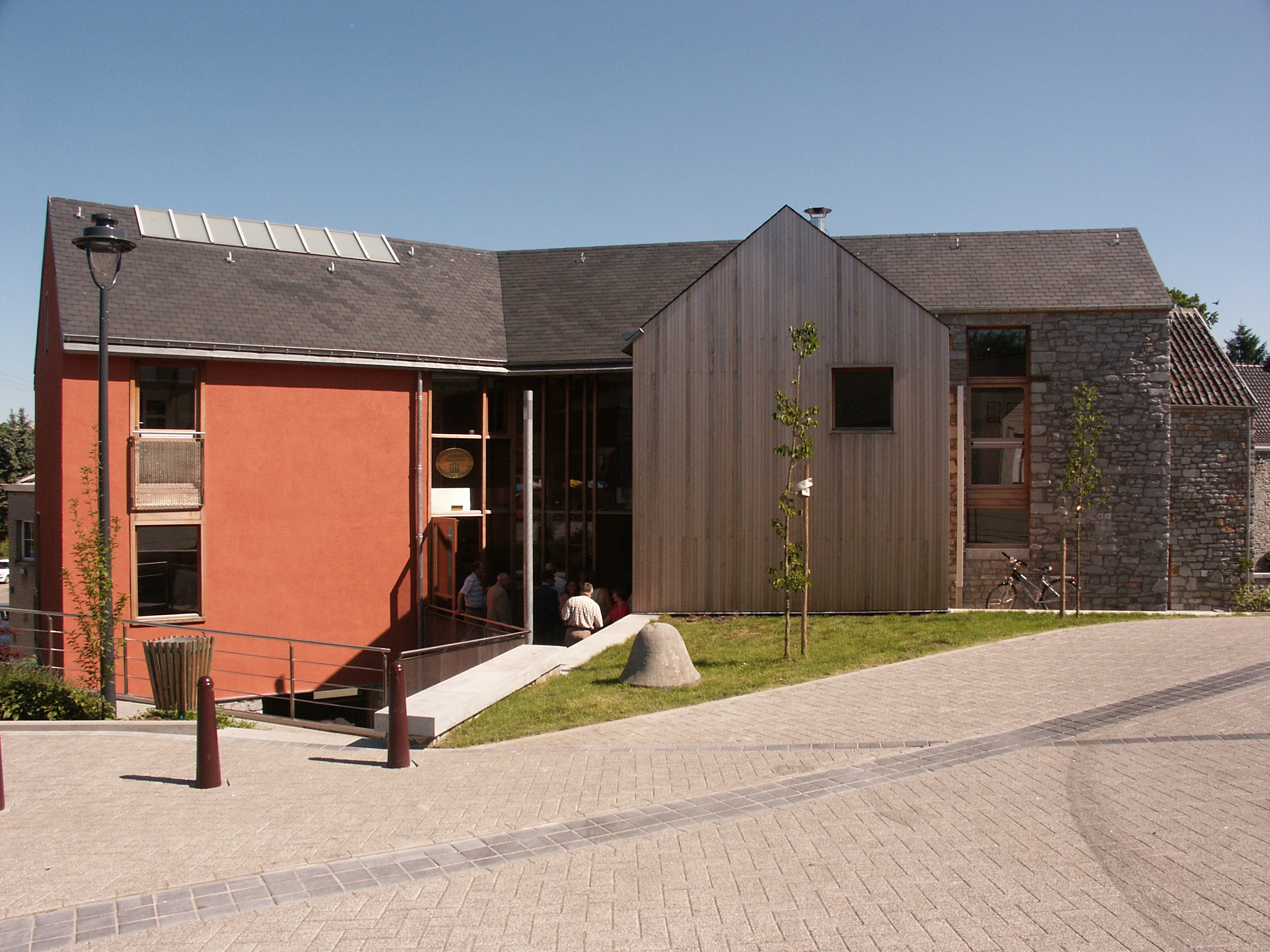
La casa del poble

Les primeres traces (ceràmica) d'ocupació humana daten de l'època cèltica. El primer esment escrit data del 21 d'abril de 1076 quan l'emperador Enric IV del Sacre Imperi Romanogermànic va donar els feus de Lontzen, Walhorn i Mesch (prop de Montzen) a la col·legiata de la Mare de Déus (Marienstift) d'Aquisgrà. Al 1328 va esdevenir una parròquia independent. 

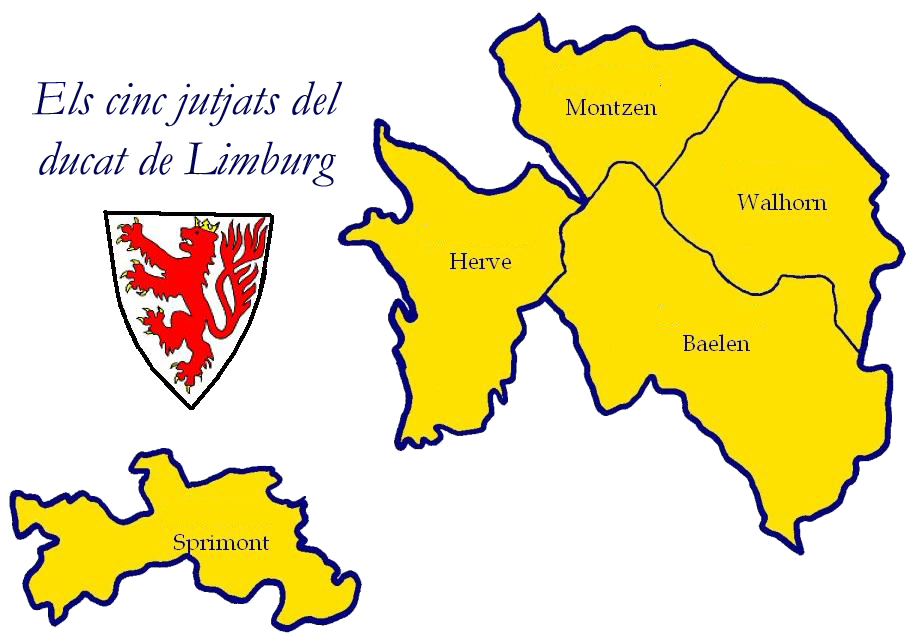
Els cinc jutjats de Limburg

Fins a la fi de l'antic règim l'antic municipi de Walhorn era administrativament més important, com que era la seu d'un dels cinc jutjats del ducat de Limburg, del qual Lontzen depenia.
Després del Congrés de Viena al 1815, Lontzen passà sota domini prussià. Després del tractat de Versalles (1919) va escaure a Bèlgica. Al 1940, l'Alemanya Hitleriana va tornar a annexar el municipi. Al 1945 el municipi tornarà a ser belga. Al 1 de gener de 1977 va fusionar amb Walhorn i Herbesthal. L'ajuntament va instal·lar-se a la casa de la vila de l'antic municipi d'Herbesthal.

## Llengua
A l'origen, la llengua del poble era el ripuàric. Després de l'annexió a Prússia, l'administració imperial va imposar l'alemany de força. A l'inici del període belga, l'estat belga va provar de afrancesar-lo per la força. Després de la creació de les fronteres lingüístiques a Bèlgica al 1962, la llengua oficial del municipi va esdevenir l'alemany, amb facilitats per a la gent de parla francesa. Gairebé un quart de la població són de nacionalitat alemanya que van emigrar, atrets per als preus de l'immobiliari més baixos. Això va contribuir a la marginalització del ripuàric.

## Economia
La indústria major és l'agricultura i una mica d'agroturisme. A Walhorn es troba la fàbrica de llet cooperativa d'Eupen. Herbesthal, que era una estació de frontera molt important, va perdre el seu paper econòmic quan la frontera va desplaçar-se i que les activitats ferroviàries van concentrar-se a Welkenraedt.

## Nuclis
- Lontzen
  - Lontzen-Busch
- Walhorn
  - Astenet
  - Merols
- Herbesthal

## Punts d'interès turístic

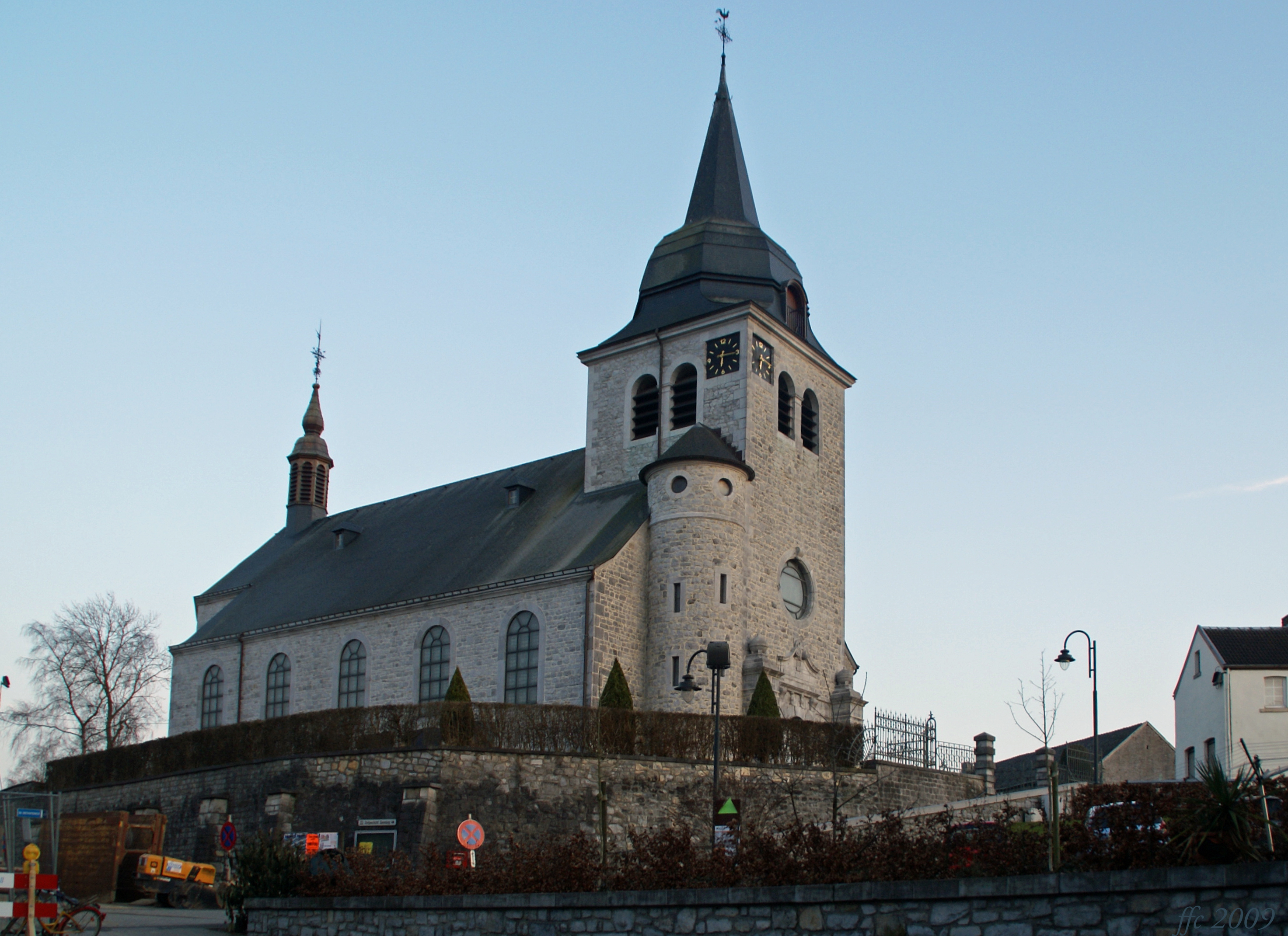
Església d'Hubert
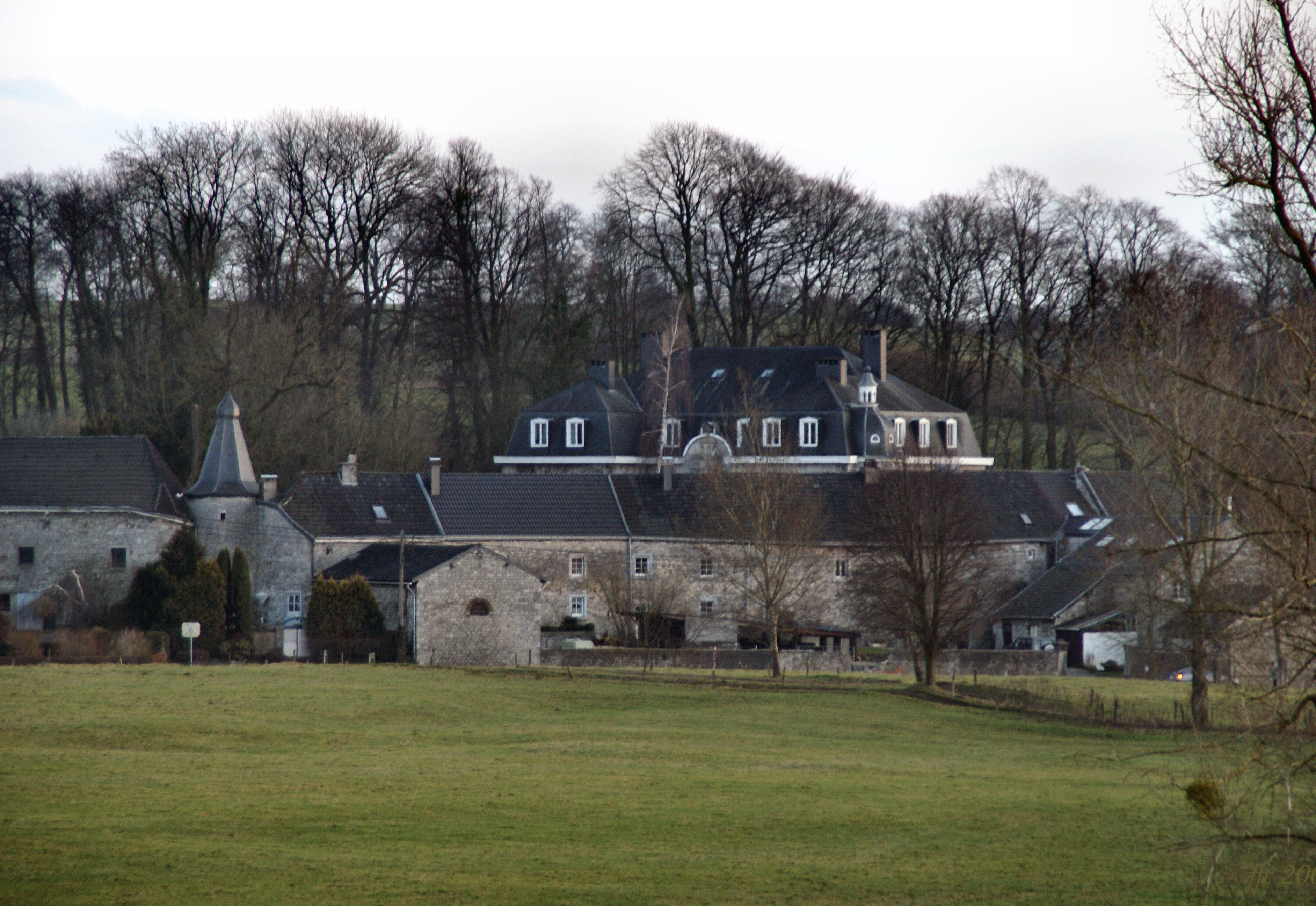
Castell de Lontzen
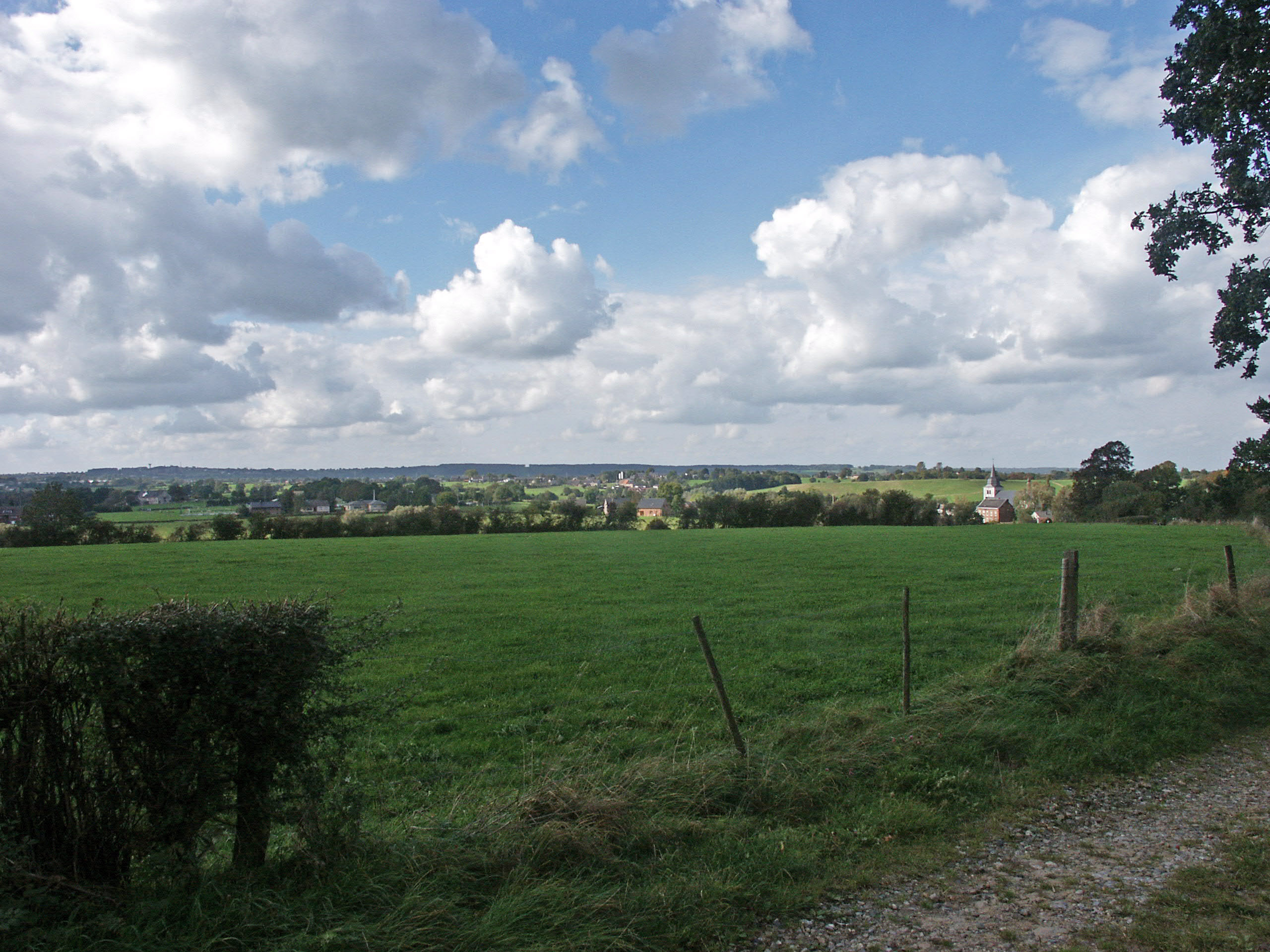
Panorama
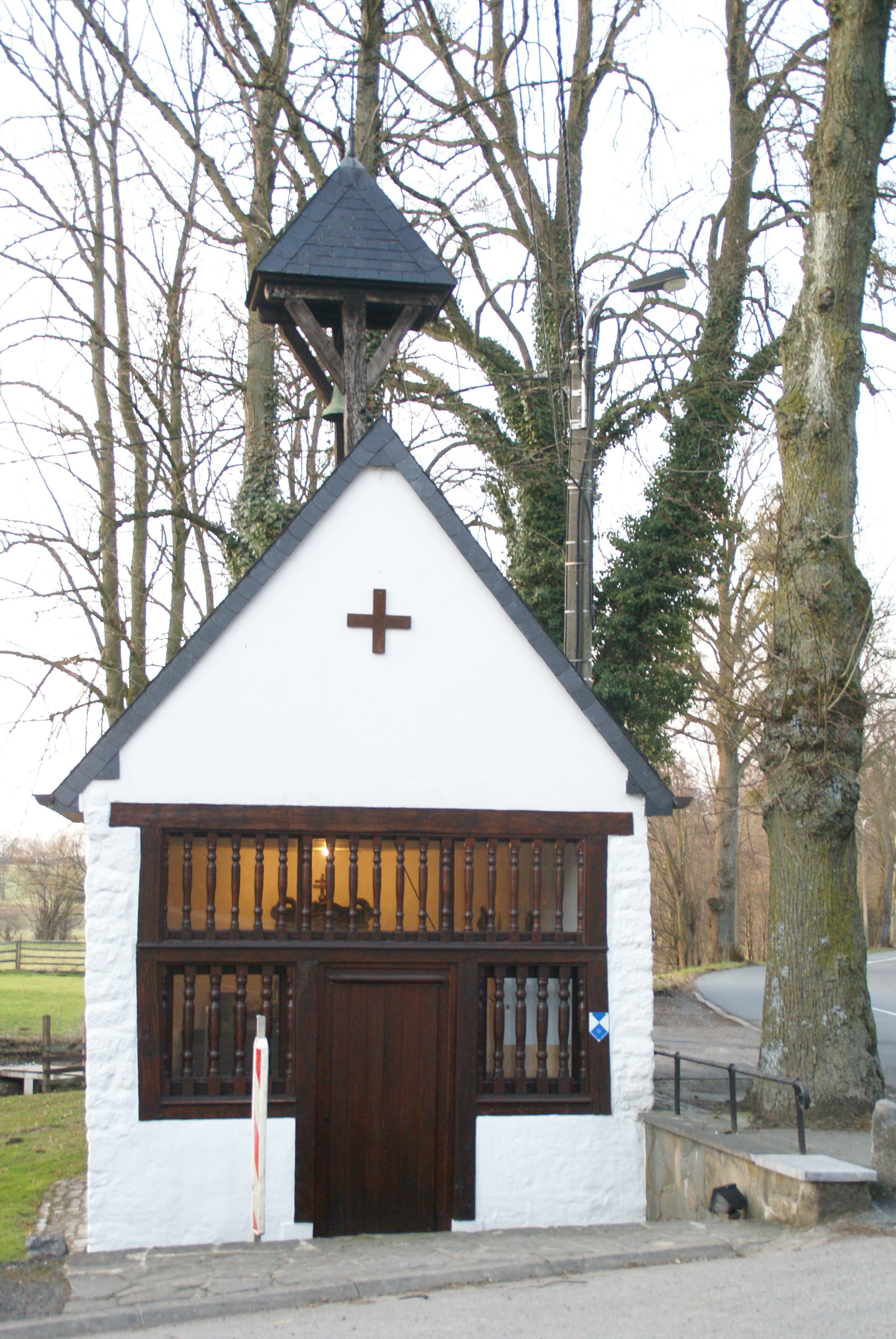
Capella de Sant Joan a Astenet

- Lontzen
  - Església d'Hubert (Arquitecte: Joseph Moretti (1726-1793))
  - Castell de Lontzen[2]
  - Capella de Santa Ana
- Astenet
  - el Castell Thor
  - la capella de Sant Joan (Johanneskapelle)
- Walhorn
  - Església de Sant Esteve